# Marie-Charlotte Nouza
Marie-Charlotte Nouza, née à Alès, est une artiste contemporaine française. Elle vit et travaille à Berlin. Depuis 2019, elle est collaboratrice au studio Olafur Eliasson.

## Biographie
Marie-Charlotte Nouza commence à dessiner et peindre dès son enfance, encouragée par ses professeurs. Elle obtient le baccalauréat, option cinéma-audiovisuelle en 2007. Après un stage avec un restaurateur d'art elle se destine à cette discipline et intègre l'université Paul Valery à Montpellier en licence art plastique. À l'université elle découvre l'art contemporain, renonce à la restauration, et poursuit son cursus à l'école supérieure des beaux-arts de Montpellier où elle obtient le DNA en 2012. En 2014, elle obtient un master en pratiques plastiques contemporaines. Ses études lui permettent d'explorer la photo, la vidéo, l'installation et la performance artistique. En 2015 Marie-Charlotte Nouza s'installe à Berlin.

## Œuvres
Dans son travail, Marie-Charlotte Nouza aborde, souvent à travers des scènes de la vie quotidienne parfois banales, des sujets complexes tels que l'identité de genre, la sexualité, le féminisme, la mort et la condition humaine.
L'artiste s'inspire de son environnement, de ses relations, de ses expériences personnelles et de son histoire. Indépendamment du sujet, elle s'efforce de capturer les éléments les plus «réalistes» de ses modèles ; que ce soit des êtres qui lui sont chers, de simples connaissances ou des inconnus.
Les références photographiques sont une base importante dans l'œuvre de Marie-Charlotte Nouza, qu'elles proviennent d'Internet, de vieux albums ou de ses propres prises de vues. Elle étudie attentivement ses sujets ; leurs expressions faciales, leurs personnalités, leur auto-représentation et leur histoire personnelle, capturant un instantané en profondeur de ces découvertes.
La technique picturale utilisée par Marie-Charlotte Nouza participe tout autant que le sujet peint à créer l'atmosphère de l'œuvre. Son travail s'appuie sur une attention particulière aux détails, mais aussi sur une technique de peinture libre et sans restriction qui incarne l'imperfection. En mêlant une technique réaliste, ancrée dans le réel, et une peinture laissée au hasard, proche de l'abstraction, elle crée des œuvres sensibles qui nous plongent dans les profondeurs de l'essence humaine.
Marie-Charlotte Nouza invite son public à se connecter avec ses thèmes et ses sujets, en les encourageant souvent à former leurs propres interprétations et réponses. Son utilisation fréquente de grands formats encourage une expérience plus immersive.

## Expositions personnelles
- 2012 – Corpus. Gallery ESBAMA. Montpellier. France
- 2014 – Double. Paul Valéry. Montpellier. France
- 2016 – Establishment of sex. Purple Space Gallery. Berlin. Allemagne
- 2020 – ‘Privacy Please' en duo avec Julia Gröning. Berlin. Allemagne[10],[11],[12],[13], curatrice d'art Suzy Royal[14].

## Expositions collectives
- 2012 – He is watching you. Gallery schwarzekatze\weisserkater. Berlin. Allemagne
- 2012 – Buzz 3. Galerie APERTO. Montpellier. France[15]
- 2012 – Sirens of the Caspian. Festival l'O.R.A.G.E 2nd edition. Montpellier. France
- 2014 – Anonyme Zeichner. Pavillon am Milchhof. Berlin. Allemagne
- 2018 – Come as you are. St Georg. Berlin. Allemagne[16],[17]
- 2018 – Lange Nacht der Bilder. Studio ID. Berlin. Allemagne [18]
- 2018 – Open studio. Studio ID. Berlin. Allemagne
- 2018 – Die lange Nacht der Bilder. Studio ID. Berlin. Allemagne
- 2018 – Die kiste der kindheit. Gangway. Berlin. Allemagne
- 2018 – Weaving visions of R*Evolution. Kulturbotschaft. Berlin. Allemagne
- 2018 – « 50 under 50 ». Studio Baustelle Gallery. Berlin. Allemagne
- 2019 – Brandenburg Berlin International. Rechenzentrum. Potsdam. Allemagne
- 2019 – In//between #4. Green Hill Gallery. Berlin. Allemagne [19]
- 2019 – Die lange nacht der bilder. Studio ID. Berlin. Allemagne [20],[21]
- 2019 – Pop-up. The Ballery. Berlin. Allemagne[22],[23]
- 2019 – Metamorphosis. Lavision Art Gallery. Istanbul. Turquie
- 2019 – Postcard Perspective. Artspace at untitled. Oklahoma City. USA[24],[25]
- 2020 –  Die lange Nacht der Bilder. Studio ID. Berlin. Allemagne[26]